# Rekordy mistrzostw Ameryki Środkowej i Karaibów w lekkoatletyce
Rekordy mistrzostw Ameryki Środkowej i Karaibów w lekkoatletyce – najlepsze rezultaty uzyskane w historii mistrzostw przez poszczególnych zawodników.